# Lars Andreas Kornerup
Lars Andreas (Andresen) Kornerup (22. oktober 1822 i København – 14. juni 1894 sammesteds) var en dansk litograf og tegner, far til Andreas Nicolaus og Valdemar Kornerup.
Kornerup var søn af porcelænshandler, lysestøber Nilaus Andresen fra Kornerup og Karen Kirstine Hansen. Han kom i malerlære i København og blev svend 1842, og fra januar 1837 til oktober 1852 gik han på Kunstakademiet, hvor han vandt den lille sølvmedalje 1852. Han udstillede 9 gange på Charlottenborg Forårsudstilling i årene 1848-1861.
Kornerup specialiserede sig hurtigt som portrættegner og tegnede nogle år for Edvard Fortling, som introducerede ham til det litografiske medium. Han arbejdede også for Em. Bærentzen & Co. En overgang tegnede og litograferede han portrætter for egen regning, som blev udstillet på ovennævnte udstillinger, og udført sammen med Fortling illustrationer til H.C.B. Bendz' værk Icones anatomicæ (1850). Senere beskæftigede han sig primært med at retouchere og kolorere fotografier. 
Han er begravet på Assistens Kirkegård.